# Голендова, Светлана Владимировна
Светлана Владимировна Голендова (урожд. Иванчукова) (род. 25 июля 1993 года) — казахстанская легкоатлетка, специализирующаяся в беге на короткие дистанции, мастер спорта международного класса Республики Казахстан.

## Карьера
Уроженка села Кордай (Жамбылская область). Школьный учитель физкультуры заметил способности 12-летней Светланы и отправил её на районные соревнования. С 2010 года Светлана училась в Алматы в интернате для одаренных в спорте детей.
Чемпионка Казахстана в эстафете 4×100 метров в 2013 и 2016 году.
Серебряная медаль в эстафете на Азиатских играх 2014 года.
В 2015 году в составе казахстанской четвёрки победила в эстафете 4×100 метров на Универсиаде в Кванджу.
Участница Олимпийских игр 2016 года (была запасной в эстафете 4×100 метров).
В 2018 году на зимнем чемпионате Азии победила на дистанции 400 метров и в эстафете 4×400 метров.

## Личная жизнь
С 2016 года замужем за казахстанским байдарочником Ильёй Голендовым.
Студентка КазНУ.